# 불랑기포

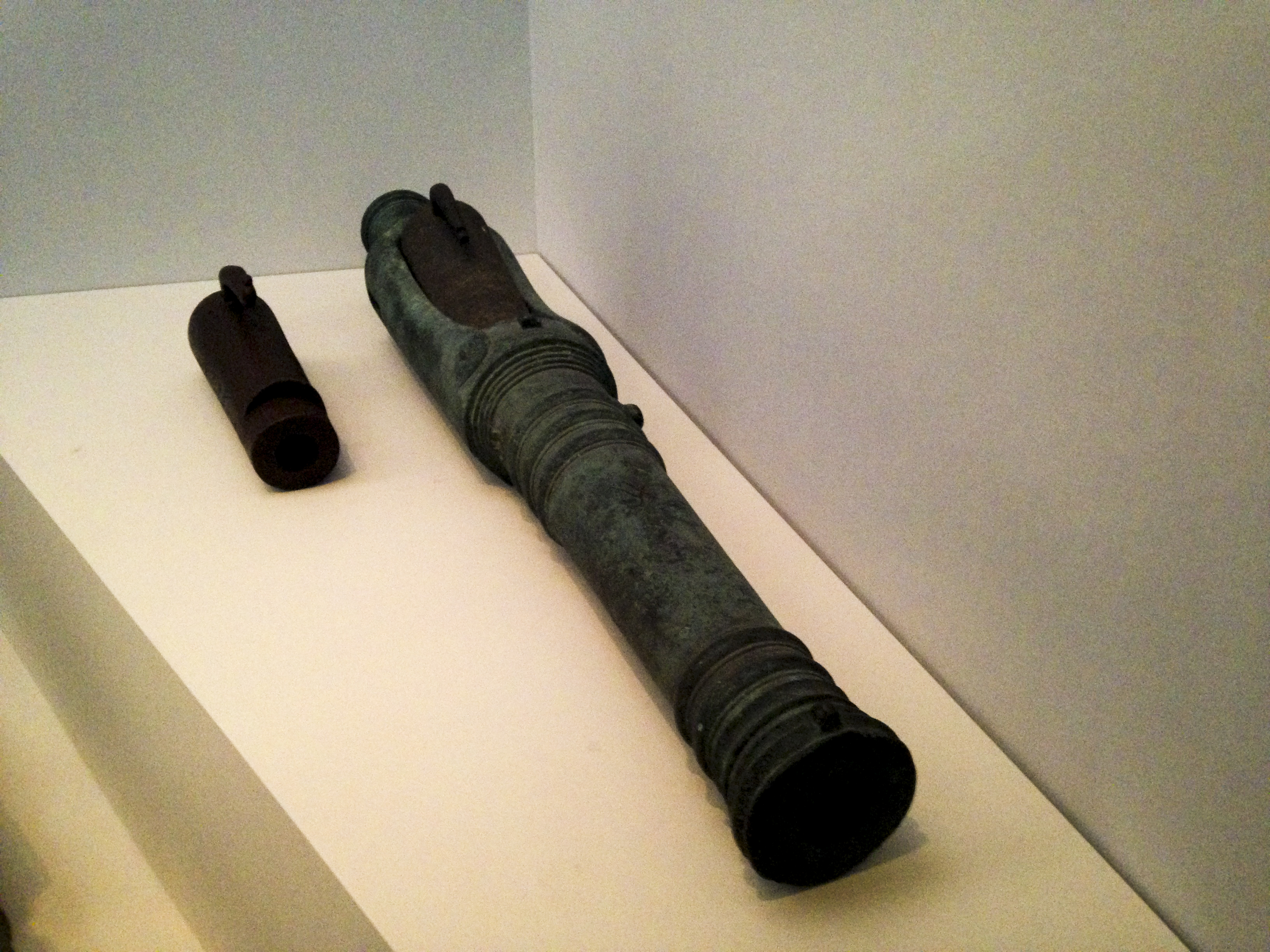
국립진주박물관 소장 불랑기포

불랑기포(佛郞機砲, 영어: Frankish gun) 또는 줄여서 불랑기(佛郞機)는 중국 명나라 시대에 도입한 서양식 후장포이다. 마카오의 포르투갈인들에 의해 전해져, 이후 일본과 조선에서도 사용되었다. 조선에서는 당시 귀화한 박연(벨테브레)이 서양식 포술을 지도했다.

## 같이 보기
- 불랑기자포
- 석화시
- 홍이포